# Tullbergia silvicola
Tullbergia silvicola är en urinsektsart som beskrevs av James P. Folsom 1932. Tullbergia silvicola ingår i släktet Tullbergia och familjen Tullbergiidae. Inga underarter finns listade i Catalogue of Life.